# Екатерининский парк (Москва)
Екатерининский парк — парк в Москве.

## История
До XV века на территории парка располагалась цепочка прудов в русле реки Напрудной (другие названия Самотёка, Синичка), которая впадала в Неглинную ниже по течению в районе современной Самотёчной площади. Освоение территории вдоль течения Напрудной началось в XVI веке. Сюда был перенесён Крестовоздвиженский монастырь, позднее построена церковь Иоанна Воина.
Около 1758 года, рядом с церковью Иоанна Воина, по проекту  Дмитрия Ухтомского была построена загородная усадьба графа  В. С. Салтыкова, а рядом с ней разбит обширный сад, центральным элементом которого стал большой пруд в течении Напрудной.
Позже, через обер-полицмейстера  Николая Архарова, в 1777 году усадьба была приобретена государственной казной и переоборудовано в инвалидный дом для неимущих штаб-и обер-офицеров.
В 1807 году дом был перестроен в здание Екатерининского института благородных девиц, парк при институте получил имя Екатерининский.
В XX веке территория парка сильно сократилась в результате масштабных преобразований в окрестностях парка. В 20-х—30-х годах Напрудная была заключена в трубу на всём протяжении, за исключением большого пруда; церковь Иоанна Воина снесена; Екатерининская площадь (ныне  Суворовская площадь) расширена за счёт части парка, а Екатерининский институт с февраля 1928 года стал Центральным Домом Красной Армии (сокращённо ЦДКА, позднее — ЦДСА, Центральный Дом Советской Армии). Парк был переименован в «парк ЦДСА».
В 1936 году в рамках  генплана реконструкции Москвы в парке был открыт второй после  Динамо открытый стадион в стране, с теннисным кортом, зимним катком и трибунами, вмещавшими до 6 тысяч зрителей. Там проводили различные тренировки, а также товарищеские матчи по волейболу, хоккею и теннису, в частности на стадионе играл известный французский теннисист  Анри Коше.
Стадион перестраивался, и в 1956 году году площадь его комплекса сократили для строительства музея вооруженных сил. После развала СССР стадион был снесен.
В 1965 году в северо-западной части парка со стороны улицы Советской Армии построено новое здание  Центрального музея Советской Армии, на части территории парка расположилась выставка вооружений под открытым небом. В 1979 году от парка была отрезана восточная часть, по которой был проложен Олимпийский проспект.
Летом 1998 года деревья парка сильно пострадали от урагана, пронёсшегося над Москвой в ночь с 20 на 21 июня.
3 января 1999 года мэрией Москвы было принято решение о благоустройстве парка. Парку было возвращено его историческое имя. Работы по благоустройству были завершены в 2005 году.
В 2001 году на месте Теннисного стадиона ЦДКА возвели Московский Дом Ветеранов Войн И Вооруженных Сил.

## Описание
Екатерининский парк является частью Северного зелёного луча и имеет статус природного комплекса города и памятника садово-паркового искусства.
Площадь Екатерининского парка составляет 16 га. В центральной части парка находится пруд площадью 1,9 га, вытянутый с северо-запада на юго-восток с небольшим островом в северо-западной части. На берегах пруда расположен заброшенный летний павильон.
У парка два входа — западный, со стороны площади Суворова (возле здания Театра российской армии) и восточный, со стороны Олимпийского проспекта (напротив спорткомплекса «Олимпийский»).
С юга к парку примыкает здание усадьбы Салтыковых — Екатерининского института, с северо-востока — территория Музея Российской армии.
Екатерининский парк — одно из любимых мест для отдыха и прогулок жителей района.
В парке возобновила работу лодочная станция.
В 2020 году в большой пруд были запущены карпы, в том числе и несколько особей карпов Кои оранжевого окраса. Кормление рыб стало новым развлечением посетителей парка.
В августе 2021 года в парке открыли памятник «Жена офицера», посвящённый офицерским жёнам

## Развитие прилегающих территорий
Городскими властями планируется развитие территории к северу от Екатерининского парка вплоть до Трифоновской улицы, на которой планируется создать рекреационную зону Ново-Екатерининская, где, помимо зелёных насаждений, уже выполнено строительство Центра армянской культуры с храмом, Культурно-зрелищного центра «Московит» и Социально-реабилитационного центра ветеранов Вооруженных Сил. На сегодняшний день все эти объекты действуют.

## Некоторые факты
- На территории парка произрастает трехсотлетняя ива
- Сцены снятые в парке фигурировали в фильмах Маэстро вор и Самый лучший фильм 2

## Галерея
- Екатерининский парк
- Павильон-ротонда на берегу пруда
- Вид на спорткомплекс «Олимпийский»
- В парке